# Knoxville Challenger 2011
Il Knoxville Challenger 2011 è stato un torneo professionistico di tennis maschile giocato sul cemento. È stata l'8ª edizione del torneo, facente parte dell'ATP Challenger Tour nell'ambito dell'ATP Challenger Tour 2011. Si è giocato a Knoxville nrgli USA dall'8 al 13 novembre 2011.

## Partecipanti

### Teste di serie
| Nazionalità | Giocatore          | Ranking* | Testa di serie |
| ----------- | ------------------ | -------- | -------------- |
| Stati Uniti | Michael Russell    | 93       | 1              |
| Stati Uniti | Bobby Reynolds     | 120      | 2              |
| Sudafrica   | Rik De Voest       | 122      | 3              |
| Sudafrica   | Izak van der Merwe | 132      | 4              |
| Canada      | Vasek Pospisil     | 133      | 5              |
| Bielorussia | Uladzimir Ihnacik  | 172      | 6              |
| Stati Uniti | Michael Yani       | 177      | 7              |
| Australia   | Greg Jones         | 192      | 8              |

- 1 Ranking al 31 ottobre 2011.

### Altri partecipanti
Giocatori che hanno ricevuto una wild card:
- Denis Kudla
- Tennys Sandgren
- John-Patrick Smith
- Rhyne Williams

Giocatori che hanno ricevuto un alternate per entrare nel tabelloe principale:
- Jamie Baker
- Pierre-Ludovic Duclos

Giocatori che hanno ricevuto uno special exempt per entrare nel tabelloe principale:
- Jesse Levine

Giocatori che sono passati dalle qualificazioni:
- Brian Baker
- Mirza Bašić
- Steve Johnson
- Dimitar Kutrovsky

## Campioni

### Singolare
Jesse Levine ha battuto in finale  Brian Baker con il punteggio di 6–2, 6–3.

### Doppio
Steve Johnson /  Austin Krajicek hanno battuto in finale  Adam Hubble /  Frederik Nielsen con il punteggio di 3–6, 6–4, [13–11].